# Micpe Netofa
Micpe Netofa (hebrejsky מִצְפֵּה נְטוֹפָה, doslova Vyhlídka na Bejt Netofa, anglicky Mitzpe Netofa, v oficiálním seznamu sídel Mizpe Netofa) je vesnice typu společná osada (jišuv kehilati) v Izraeli, v Severním distriktu, v Oblastní radě Dolní Galilea.

## Geografie
Leží v nadmořské výšce 402 metrů na východním konci hřbetu hory Har Tur'an v Dolní Galileji. Na severní straně terén spadá do údolí Bejt Netofa, na jižní do údolí Bik'at Tur'an, do kterého stéká vádí Nachal Jiftach'el. Severovýchodně od vesnice leží Národní park Sde Amudim.
Vesnice se nachází cca 15 kilometrů západně od centra města Tiberias, cca 98 kilometrů severovýchodně od centra Tel Avivu a cca 37 kilometrů východně od centra Haify. Micpe Netofa obývají Židé, přičemž osídlení v tomto regionu je etnicky smíšené. Úbočí hory Tur'an obývají izraelští Arabové (města Tur'an a Bu'ejne-Nudžejdat). Na hřbetu hory jsou dvě židovské vesnice. Kromě Micpe Netofa je to ještě kibuc Bejt Rimon. Pouze na východní straně od Micpe Nefota se nachází územně souvislý region s židovskou převahou okolo města Tiberias.
Micpe Netofa je na dopravní síť napojen pomocí místní komunikace, jež na východě ústí do dálnice číslo 65.

## Dějiny
Micpe Netofa byl založen v roce 1979. Podle jiného pramene ale došlo k založení až roku 1981. Původně šlo o polovojenský opěrný bod typu Nachal. Cílem zakladatelů bylo ustavit v tomto regionu nábožensky orientovanou osadu, která by doplnila nedaleký již etablovaný kibuc Lavi a mladší kibuc Bejt Rimon. Zároveň šlo o součást osidlovacího programu Micpim be-Galil, v jehož rámci od konce 70. let 20. století v Galileji vznikly desítky nových židovských vesnic. Na založení vesnice se podílela pravicová osidlovací organizace Amana. Roku 1983 se Micpe Netofa proměnil na ryze civilní obec typu společná osada. Jménem navazuje na starověké sídlo, které se uchovalo v místním arabském názvu ח'רבת נתיף - Chirbet Natif.
Prvními osadníky tu byly čtyři rodiny. Teprve v roce 1990 se zdejší obyvatelé nastěhovali do zděných domů a růst komunity se postupně zrychloval. Většina obyvatel za prací dojíždí mimo obec. V Micpe Netofa funguje zařízení předškolní péče o děti. Základní škola je v kibucu Lavi. V obci je k dispozici společenské centrum, zubní ordinace, obchod, synagoga a knihovna.
V obci je centrum pro absorpci židovských přistěhovalců zaměřené hlavně na příchozí z anglicky mluvících zemí a z Francie. Centrum řídí sama obec ve spolupráci s Oblastní radou Dolní Galilea a s Židovskou agenturou.

## Demografie
Obyvatelstvo osady Micpe Netofa je nábožensky orientované. Podle údajů z roku 2014 tvořili naprostou většinu obyvatel v Micpe Netofa Židé (včetně statistické kategorie "ostatní", která zahrnuje nearabské obyvatele židovského původu ale bez formální příslušnosti k židovskému náboženství).
Jde o menší sídlo vesnického typu s dlouhodobě rostoucí populací. K 31. prosinci 2014 zde žilo 857 lidí. Během roku 2014 populace stoupla o 1,8 %.
| Rok            | 1995 | 2001 | 2003 | 2004 | 2005 | 2006 | 2007 | 2008 | 2009 | 2010 | 2011 | 2012 | 2013 | 2014 |
| -------------- | ---- | ---- | ---- | ---- | ---- | ---- | ---- | ---- | ---- | ---- | ---- | ---- | ---- | ---- |
| Počet obyvatel | 404  | 510  | 535  | 572  | 587  | 649  | 673  | 716  | 656  | 691  | 739  | 776  | 842  | 857  |